# Marc Étienne Roulet
Marc Étienne Roulet (Peseux,  cantón de Neuchâtel, Suiza, 3 de noviembre de 1895- Buenos Aires, 27 de febrero de 1969) fue un empresario, industrial, innovador tecnológico y pionero suizo instalado en Misiones, Argentina.
Marc Étienne Roulet nació el 3 de noviembre de 1895 en Peseux, Cantón de Neuchâtel, Suiza. 
Se graduó de “Bachelier es Sciences” en el “Gymnase Cantonale de Neuchatel”.
Al cumplir 20 años, en 1915,  fue enrolado en el Ejército Suizo, que le otorgó el grado de Teniente de Infantería durante la Primera Guerra Mundial. Con un permiso especial del ejército se trasladó a Argentina en 1917. 
Instalado en Misiones se dedicó a la industria yerbatera. En esa época el sapecado y la secanza de la yerba eran realizados manualmente con sistemas primitivos en los que los operarios quedaban expuestos al fuego vivo directo. Su inmediata preocupación por la insalubridad de los procedimientos lo llevó al desarrollo del sistema mecánico utilizado hasta hoy, mediante experiencias y desarrollos tecnológicos realizados en la Colonia Santo Pipó entre 1920 y 1923 y que perfeccionó en 1928. Se dedicó en los años siguientes, por solicitud de distintas “colonias”, a prestar asesoramientos benévolos que contribuyeron a poner las bases del importante desarrollo cooperativo de Misiones en esta rama de la producción. Instaló varios secaderos en que llevaba adelante su actividad productiva empresaria.
En 1938 se radicó en Eldorado, construyendo el secadero en torno al cual se levantó el “Barrio Roulet”, cuya Escuela de Frontera lleva su nombre, así como la plaza del lugar.
Al cumplirse 50 años de su llegada al país, la Municipalidad de Eldorado y el Círculo de Periodistas de Eldorado le otorgaron el reconocimiento al “auténtico pionero de la industria madre misionera: la Yerba Mate”. 
En 2004, la Cámara de Representantes de la Provincia de Misiones adopta una Resolución adhiriendo a los festejos por el 76 aniversario de Santo Pipó en la que se destaca la actividad pionera del Señor Esteban Roulet en el diseño de la primera sapecadora y secadora de yerba mate.
Casado con Salomé Georgiadis tuvo dos hijos, Jorge Esteban y María Cristina Roulet.
Falleció en Buenos Aires en el 27 de febrero de 1969.

## Galería de fotos

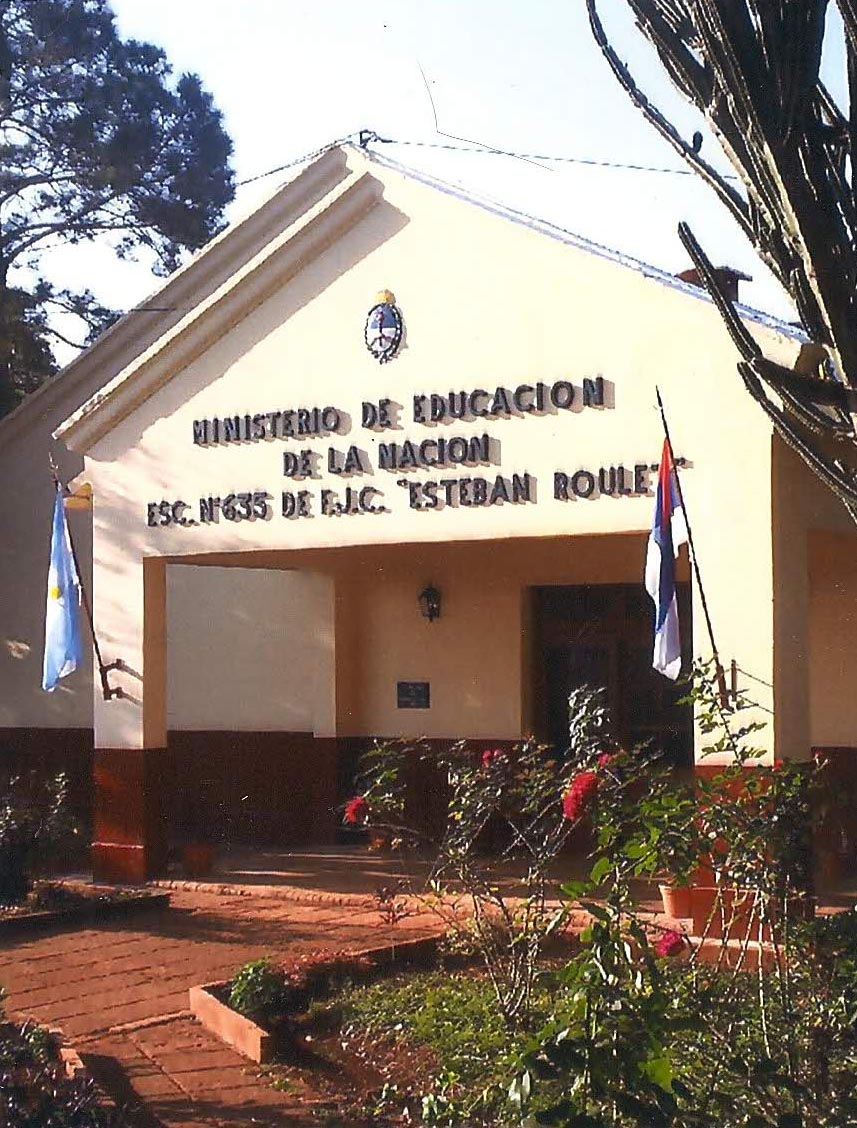
Escuela N° 635 "Esteban Roulet", Eldorado, Provincia de Misiones.
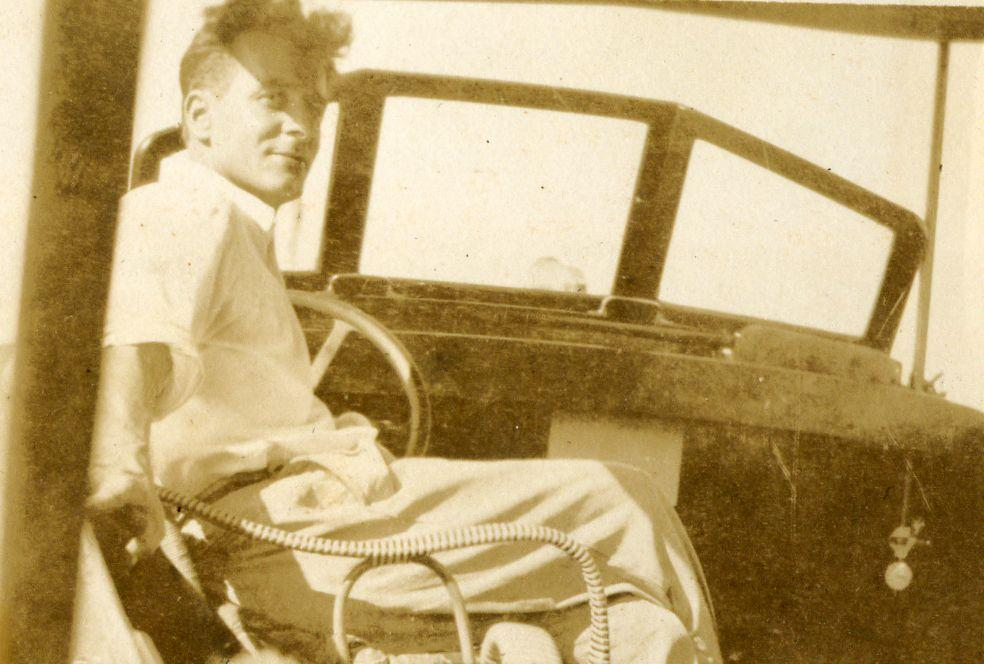
Marc Étienne Roulet, Don Esteban, en el trabajo 1930